# Valverde (Sicilië)
Valverde is een gemeente in de Italiaanse provincie Catania (regio Sicilië) en telt 7468 inwoners (31-12-2004). De oppervlakte bedraagt 5,5 km², de bevolkingsdichtheid is 1358 inwoners per km².

## Demografische ontwikkeling

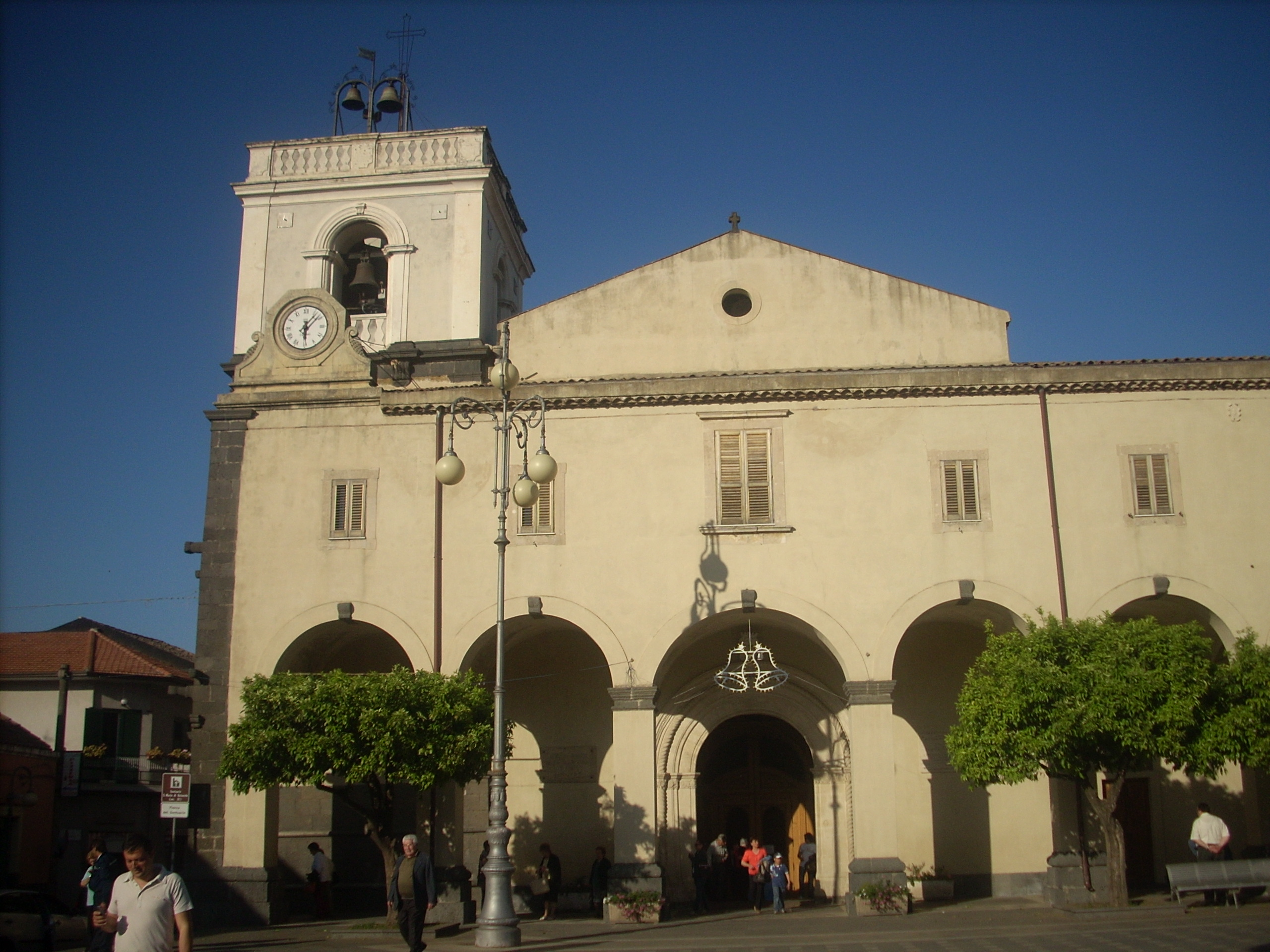
Kerk van Valverde

## Geografie
De gemeente ligt op ongeveer 567 m boven zeeniveau.
Valverde grenst aan de volgende gemeenten: Aci Bonaccorsi, Aci Castello, Aci Catena, Aci Sant'Antonio, San Giovanni la Punta, San Gregorio di Catania.